# برونووو
برونووو (به بلغاری: Beronovo) یک منطقهٔ مسکونی در بلغارستان است که در استان بورگاس واقع شده‌است.